# Аврора (богиня)
Аврора (лат. Aurora «утренняя заря» от aura «предрассветный ветерок») — древнеримская богиня зари.
Соответствует древнегреческой богине Эос (из ПИЕ *h₂éwsōs).

## Сведения
В римской мифологии Аврора — богиня утренней зари, приносящая дневной свет богам и людям.
От брака Астрея и Авроры произошли все звёзды, горящие на тёмном ночном небосводе, в том числе Люцифер.
Обычно она изображалась крылатой, часто на колеснице, запряжённой крылатыми или не крылатыми конями, в красно-жёлтом одеянии, иногда с солнечным диском над головой, с нимбом или венцом лучей вокруг чела, или с факелом в правой руке, иногда также с сосудами (росы) в руках.
В честь Авроры назван астероид (94) Аврора, открытый в 1867 году.